# Coleophora galatellae
Coleophora galatellae é uma espécie de mariposa do gênero Coleophora pertencente à família Coleophoridae.